# FUN Labs
FUN Labs (иногда указывается как FUN Labs Romania, Fun Labs) —  компания, специализирующаяся на разработке компьютерных игр. Располагается в Бухаресте, Румыния. В 2023 году была объединена с Maximum Entertainment, став её подразделением в Бухаресте.

## История компании
Компания была основана в 1999 году Адрианом Филиппини (рум. Adrian Filippini). История FUN Labs началась с создания компьютерной игры Broken Balance, а также ряда технологических демонстраций для различных компаний, в числе которых производители видеокарт Matrox и Nvidia.
Первыми коммерческими играми стали симулятор внедорожника Cabela’s 4x4 Off-Road Adventure (2001) — разработанный по заказу издателя всего за четыре месяца, а также шутеры от первого лица Secret Service: In Harm's Way (2001) и Shadow Force: Razor Unit (2002).
Со временем компания переключилась на создание симуляторов охоты. В этом жанре, сотрудничая с издательской компанией Activision, FUN Labs произвела наибольшее количество своих игр. Как правило, многие игры относились к серии игр Cabela's, названной по лицензии известного производителя охотничьего и туристического снаряжения и издавались под брендом Activision Value — этот бренд использовался для продажи недорогих, по стоимости компакт-диска, игр, реализуемых в крупных торговых сетях. Игры серии Cabela's имели несколько подсерий, в которых выходило по несколько частей. Например: Big Game Hunter (рус. «Охотник за крупной дичью»), Deer Hunt (рус. «Охота на оленей»), Dangerous Hunts (рус. «Опасная охота») и т.п. Одной из известных игр в жанре симулятора охоты является Cabela’s Dangerous Hunts 2003 года. 
Однако, помимо симуляторов охоты, FUN Labs нередко разрабатывала и игры в других жанрах — например, Cabela's 4x4 Off-Road Adventure 3 (2003) представляет собой реалистичный автосимулятор с открытым игровым миром.
При разработке игр Cabela's компания нередко сотрудничала с другими румынскими студиями, Magic Wand Productions и Sand Grain Studios. 
Также FUN Labs выпустила серию игр, основанных на лицензии другого бренда — финского производителя рыболовного снаряжения Rapala. Данные игры представляют собой симуляторы рыбалки. Первой частью стала Rapala: Pro Fishing 2004 года.
Усилиями FUN Labs также было выпущено несколько оригинальных игр, не основанных на лицензиях, в том числе ReVOLUTION (2003), выполненная как фантастический шутер с видом от первого лица в стилистике «киберпанк». Последней оригинальной игрой стала Open Country в жанре симулятора выживания в дикой природе, выпущенная в 2021 году.
Помимо этого, студией был разработан собственный закрытый игровой движок Cross-Gen (Chameleon Engine), применявшийся во всех собственных проектах и подвергавшийся постоянным улучшениям и доработкам.
Последние годы своего существования в качестве независимой студии, компания занималась в основном портированием, дополнительной разработкой и производством HD-переизданий игр по заказам других производителей. В частности, FUN Labs отвечала за порты Prototype (2015), Transformers: Fall of Cybertron (2016) и переиздания всех игр серии The Walking Dead от Telltale Games в рамках издания The Walking Dead Collection — The Telltale Series (2017).
В марте 2023 года на сайте компании появилась надпись «On March 14th, 2023 our 24 years journey entered a new chapter: our 24 years journey entered a new chapter» — рус. «наше 24 летнее путешествие перешло к новой главе», — стало известно о поглощении FUN Labs шведской компанией Maximum Entertainment: на сайте команда FUN Labs именуется как «Modus Bucharest» (ранее Maximum Entertainment также поглотила венгерскую компанию Invictus Games).

## Разработанные игры

Обложка компакт-диска Cabela’s Dangerous Hunts.

- 1999[К 2] — Broken Balance (ПК[3][4][6])

- 2001 — Cabela’s 4x4 Off-Road Adventure (ПК[7][8][К 3])

- 2001 — Secret Service: In Harm's Way (ПК[9])

- 2002 — Shadow Force: Razor Unit (Operation: Shadow Force) (ПК[11])[К 4])

- 2002 — U.S. Most Wanted: Nowhere to Hide (ПК[38][39])

- 2002 — Revolution (ReVOLUTION) (ПК[20])

- 2003 — Delta Ops: Army Special Forces (ПК[40][41][К 5])

- 2003 — Cabela’s 4x4 Off-Road Adventure 3 (Cabela's 4x4 Off-Road Adventure III) (ПК[16][17][18])

- 2003 — Cabela's Big Game Hunter 2004 (Cabela’s Big Game Hunter 2004 Season) (ПК[42][43] и Xbox; версия для PlayStation 2 — Sand Grain Studios[44])

- 2003 — Cabela's Deer Hunt: 2004 Season (Xbox-версия; версия для PlayStation 2 — Sand Grain Studios[45][46])

- 2003 — Cabela’s Dangerous Hunts (ПК и Xbox; версия для PlayStation 2 — Sand Grain Studios[15][47])

- 2004 — Cabela’s Deer Hunt: 2005 Season (Xbox-версия; версия для PlayStation 2 — Sand Grain; ПК-версия — Magic Wand[48][49])

- 2004 — Rapala: Pro Fishing (Xbox-версия; версии для PlayStation 2 и PSP — Sand Grain; ПК-версия — Magic Wand[19])

- 2004 — Cabela's Big Game Hunter 2005 Adventures (Xbox-версия; версия для PlayStation 2 — Sand Grain; ПК-версия — Magic Wand[50])

- 2005 — Cabela's Outdoor Adventures (Xbox-версия; версия для PlayStation 2 — Sand Grain; GC-версия — Magic Wand[51])

- 2005 — Cabela's Dangerous Hunts 2 (Xbox-версия; версии для GameCube, PlayStation 2, ПК— Sand Grain[52])

- 2005 — Cabela's Dangerous Hunts: Ultimate Challenge (PlayStation Portable; совместно с Sand Grain[53])

- 2006 — Cabela's Alaskan Adventures (Cabela's Big Game Hunter: 10th Anniversary Edition — Alaskan Adventure) (версия для Xbox 360; версия для PlayStation 2 — Sand Grain, ПК — Magic Wand[54])

- 2006 — Cabela's African Safari (версия для Xbox 360; версия для PlayStation 2 — Sand Grain, ПК — Magic Wand[55])

- 2006 — Harley-Davidson: Race to the Rally (ПК; PS2 — Sand Grain[56])

- 2007 — Cabela's Trophy Bucks (Cabela's Big Game Hunter: Trophy Bucks) (версии для Xbox 360 и ПК; PlayStation 2 и Wii — Sand Grain[57])

- 2007 — Cabela's Big Game Hunter (Cabela's Big Game Hunter 2008) (версия для Xbox 360; PlayStation 2 — Magic Wand; Wii — Sand Grain[58])

- 2008 — Cabela's Legendary Adventures (PS2 и Wii; PSP-версия — Sand Grain[59])

- 2008 — Cabela's Dangerous Hunts 2009 (Wii и Xbox 360; PlayStation 2, PlayStation 3 — Sand Grain[60])

- 2008 — NPPL Championship Paintball 2009 (версия для Xbox 360; версии для PlayStation 2, PlayStation 3 — Sand Grain[61]; Wii — Magic Wand[62])

- 2009 — Cabela’s Outdoor Adventures (ПК, Xbox 360, PlayStation 3, Wii; PlayStation 2 — Sand Grain[63])

- 2010 — Cabela’s Monster Buck Hunter (Wii[64])

- 2010 — Cabela’s North American Adventures (PlayStation 2, PlayStation 3, PlayStation Portable, Wii, Xbox 360[65])

- 2010 — Rapala Pro Bass Fishing (PlayStation 2, PlayStation 3, PlayStation Portable, Wii, Xbox 360[66]; версия для Wii U — 2013[67][68])

- 2011 — Cabela’s Survival Adventure: Shadows of Katmai (PlayStation 3, Wii, Xbox 360; версия для Xbox One — 2017[69][70])

- 2012 — MIB: Alien Crisis (PlayStation 3, Xbox 360, Wii[71])

- 2012 — Angry Birds Trilogy (Wii и Wii U, портирование[72])

- 2012 — Cabela's Hunting Expeditions (ПК, PlayStation 3, Xbox 360, Wii[73])

- 2013 — Cabela’s African Adventures (ПК, PlayStation 3, Xbox 360, Wii; в 2015 году выпущена на Xbox One и PlayStation 4[74])

- 2014 — Cut the Rope: Triple Treat (Nintendo 3DS[75])

- 2014 — Duck Dynasty (ПК, PlayStation 3, PlayStation 4, Xbox 360, Xbox One[76])

- 2015 — Prototype: Biohazard Bundle (Xbox One; ремастеринг и портирование Prototype и Prototype 2 от Radical Entertainment на Xbox One[25])

- 2015 — Tony Hawk’s Pro Skater 5 (портирование игры Robomodo на PlayStation 3 и Xbox 360[77][78])

- 2016 — Transformers: Fall of Cybertron (портирование игры High Moon Studios на PlayStation 4 и Xbox One[26][79])

- 2018 — The Walking Dead Collection — The Telltale Series (ремастеринг и портирование на PlayStation 4 и Xbox One игр Telltale Games[27][28])

- 2020 — Stranded Deep (портирование на PlayStation 4 и Xbox One игры Beam Team Games[80][27])

- 2020 — Unturned (Xbox One и Xbox Series X, портирование игры Smartly Dressed Games[81])

- 2021 — Open Country (ПК, PlayStation 4, Xbox One, Amazon Luna[21][22][23])

- 2021 — Nerf Legends (ПК, PlayStation 4, PlayStation 5, Xbox One, Xbox Series X/S, Nintendo Switch[82][83])

### Отмененные проекты
Было известно также о том, что FUN Labs разрабатывала «собственный 3D-шутер по оригинальной концепции на движке Unreal Engine, запланированный на 2020 год» (возможно, имелась ввиду выпущенная в 2021 году Open Country в жанре выживания), а также «HD-ремастер успешной многопользовательской игры для консолей» (возможно, имелась ввиду Nerf Legends).
Согласно базе игр GameFAQs, в разработке находились и затем были отменены Nintendo 3DS-версия MIB: Alien Crisis, а также версия Cabela's Dangerous Hunts 2003 года для консоли GameCube.